# نائب رئيس الإمارات العربية المتحدة
نائب رئيس دولة الإمارات العربية المتحدة هو ثاني أعلى منصب في دولة الإمارات العربية المتحدة حيث يأتي مباشرة بعد رئيس الدولة. 
وفقاً للمادة 51 من دستور الإمارات ينتخب المجلس الأعلى للاتحاد من بين أعضائه نائب رئيس الدولة ووفقاً للمادة يمارس نائب رئيس الدولة جميع إختصاصات رئيس الدولة عند غيابه لأي سبب من الأسباب ووفقاً للمادة لرئيس الدولة أن يرشح نائباً اخر له ويعرض هاذا الترشيح على المجلس الأعلى للاتحاد ويصدر بتعيينه قرار من رئيس الدولة بعد موافقة المجلس الأعلى للاتحاد.
ووفقاً للمادة 52 من دستور الإمارات مدة نائب رئيس الدولة 5 سنوات ميلادية قابلة للتجديد ، وفي حال شغور منصب رئيس الدولة لأي سبب من الأسباب فأن نائب الرئيس يمارس مؤقتاً صلاحيات الرئيس لحين أنتخاب الرئيس الجديد.
وجرى العرف في دولة الإمارات منذ تأسيسها بأن يكون حاكم دبي نائباً لرئيس الدولة وحاكم أبوظبي رئيساً للدولة وكما جرى العرف في دولة الإمارات بأن يكون نائب رئيس الدولة هو رئيس مجلس الوزراء.
يشغل حالياً منصب نائب رئيس دولة الإمارات العربية المتحدة نائبان هما الشيخ محمد بن راشد آل مكتوم منذ 5 يناير 2006 والشيخ منصور بن زايد آل نهيان منذ 29 مارس 2023 حيث أصدر رئيس الدولة الشيخ محمد بن زايد آل نهيان قراراً بتعين الشيخ منصور بن زايد آل نهيان نائباً لرئيس الدولة بعد موافقة المجلس الأعلى للأتحاد.

## قائمة نواب رئيس دولة الإمارات العربية المتحدة

### نواب رئيس دولة الإمارات العربية المتحدة منذ 2 ديسمبر 1971 - حتى الأن
|   | الاسم                        | الصورة | فترة تولي المنصب | فترة تولي المنصب | الإمارة |                             |          |              |          |         |
| - | ---------------------------- | ------ | ---------------- | ---------------- | ------- | --------------------------- | -------- | ------------ | -------- | ------- |
| 1 | الشيخ راشد بن سعيد آل مكتوم  |        | 2 ديسمبر 1971    | 7 أكتوبر 1990    | دبي     |                             |          |              |          |         |
| 2 | الشيخ مكتوم بن راشد آل مكتوم |        | 7 أكتوبر 1990    | 4 يناير 2006     | دبي     |                             |          |              |          |         |
| 2 | الشيخ مكتوم بن راشد آل مكتوم | 3      | 7 أكتوبر 1990    | 4 يناير 2006     | دبي     | الشيخ محمد بن راشد آل مكتوم |          | 5 يناير 2006 | حتى الآن |         |
| 4 | الشيخ منصور بن زايد آل نهيان | 3      |                  | 29 مارس 2023     | دبي     | الشيخ محمد بن راشد آل مكتوم | حتى الآن | 5 يناير 2006 | حتى الآن | أبو ظبي |